# Okinava (sziget)
Okinava (japánul: 沖縄本島 Okinawa-hontō, vagy 沖縄島 Okinawa-jima) egy vulkanikus sziget Kelet-Ázsiában, Japánban. A Rjúkjú-szigetek, azon belül az Okinava-szigetek része. Területe 1201 km², székhelye Naha. Szubtrópusi éghajlata van.

## Története
Az Okinava-szigetek ma Japánhoz tartoznak. 
A második világháború végén, 1945-ben elesett Ivo Dzsima 
(Iwo Jima, kénsziget), és már csak Okinava szigete állt Amerika és a Japán Birodalom törzsterülete között. A japánok itt szenvedtek döntő vereséget. A kamikaze, azaz az isteni szél „egy haldokló birodalom fuvallatává csendesült”. Ez volt a csendes-óceáni háború utolsó, stratégiai jellegű csatája. Egy ott szolgált tengerészgyalogos szavaival: „…nekem nem kell félnem, hogyha valaha is pokolra kerülök, mert már jártam ott.” 
A világháború után az ország Okinava kivételével felszabadult az amerikai megszállás alól, míg Okinava több mint 20 éven keresztül amerikai fennhatóság alatt maradt. Ma is találhatók katonai támaszpontok a szigetcsoporton, melyek sok problémát okoznak a helyi lakosoknak.
A szigeten egy japánnal rokon, de attól lényegesen eltérő nyelvet, az okinavait beszélik.